# Хаксли, Эндрю Филдинг
Сэр Э́ндрю Фи́лдинг Ха́ксли (англ. Andrew Fielding Huxley; 22 ноября 1917, Лондон — 30 мая 2012) — английский нейрофизиолог и биофизик, лауреат Нобелевской премии по физиологии и медицине в 1963 году (совместно с Джоном Эклсом и Аланом Ходжкином) «за открытия, касающиеся ионных механизмов возбуждения и торможения в периферических и центральных участках нервных клеток».
Член Лондонского королевского общества (1955), иностранный член Национальной академии наук США (1979).

## Биография
Родился в лондонском районе Хэмпстид в семье известного писателя Леонарда Хаксли, сына знаменитого биолога Томаса Хаксли, известного под прозвищем «Бульдог Дарвина». Единокровными братьями Эндрю были писатель Олдос Хаксли, автор известного романа-антиутопии «О дивный новый мир», и Джулиан Хаксли, основатель ЮНЕСКО.
Обучался в колледже Лондонского университета и в Вестминстерской школе. В это же время проявлял интерес к физике, и поэтому поступил в Тринити-колледж в Кембридже в 1935 году. Однако, в 1937 году перешел к медицинской программе и двумя годами позже стал работать с Аланом Ходжкиным в морской биологической лаборатории в Плимуте (исследуют передачу электрических импульсов по аксонам). Они прервали исследования на время Второй мировой войны, и Хаксли проводит эксперименты для ПВО и военно-морского министерства. В 1954 году результаты их исследований были опубликованы, и в 1963 году Хаксли и Ходжкин получили Нобелевскую премию по физиологии и медицине, которую разделили с Джоном Экклсом, занимавшимся исследованием схожей проблемы.
С 1952 по 1960 год Хаксли был руководителем исследований в Тринити-колледже; с 1951 по 1959 год работал помощником директора по исследовательской работе и читал лекции по экспериментальной биофизике в период с 1959 по 1960 год. В 1960 году он стал профессором физиологии в Университетском колледже Лондона. С 1969 года — профессор Королевского исследовательского общества в Лондонском университете, с 1983 года — заслуженный профессор.
Классические работы Ходжкина и Хаксли послужили основой для последующих исследований структурно-функциональной организации и механизмов регуляции ионных каналов различных типов клеток.

## Награды
- Орден заслуг
- Рыцарь-бакалавр
- Медаль Копли
- Нобелевская премия по физиологии и медицине